# Urvillea ulmacea
Espèce
Urvillea ulmacea est une espèce de plantes de la famille des sapindacées trouvée en Guyane et dans la région de Caatinga au Brésil.
On peut trouver de la procyanidine A2, un type de tanin condensé, dans U. ulmacea.